# Ramachandrapuram
Ramachandrapuram é uma vila no distrito de Medak, no estado indiano de Andhra Pradesh.

## Geografia
Ramachandrapuram está localizada a 16° 51′ N, 82° 01′ L. Tem uma altitude média de 10 metros (32 pés).

## Demografia
Segundo o censo de 2001, Ramachandrapuram tinha uma população de 52 586 habitantes. Os indivíduos do sexo masculino constituem 52% da população e os do sexo feminino 48%. Ramachandrapuram tem uma taxa de literacia de 70%, superior à média nacional de 59,5%: a literacia no sexo masculino é de 75% e no sexo feminino é de 64%. Em Ramachandrapuram, 12% da população está abaixo dos 6 anos de idade.